# Riva Krymalowski
Riva Krymalowski (* 2008 in Zürich, Schweiz) ist eine in Deutschland lebende schweizerische Kinderdarstellerin.

## Leben
Riva Krymalowski wurde 2008 in Zürich geboren und wuchs in Berlin auf. Nach der Teilnahme an einem Casting für den Kinofilm Als Hitler das rosa Kaninchen stahl wurde sie ohne vorherige Schauspielerfahrung, außer einer kleinen Rolle in der Miniserie Familie!, von der Regisseurin Caroline Link in der Hauptrolle besetzt. In der Romanverfilmung über ein jüdisches Mädchen, das 1933 mit seiner Familie aus Deutschland flüchten muss, spielte sie die neunjährige Protagonistin Anna Kemper. Krymalowski besucht nach eigenen Angaben dieselbe Schule in Berlin, die einst von Judith Kerr, der Autorin der Romanvorlage, besucht wurde. Ihr Werk gehöre dort zur Schullektüre, so Krymalowski. „Eigentlich erst in der sechsten Klasse. Aber meine Mama, die auch schon auf der Schule war, hat mir das Buch schon vorher gegeben, und ich liebe es sehr.“ Der Film startete zu Weihnachten 2019 in den deutschen Kinos.

## Filmografie
- 2016: Familie! (Fernsehserie, 2 Folgen)
- 2019: Babylon Berlin (Fernsehserie, 1 Folge)
- 2019: Als Hitler das rosa Kaninchen stahl
- 2022: Liebesdings
- 2023: Gestern waren wir noch Kinder (Fernsehserie, 1 Episode)[5]
- 2023: Silber und das Buch der Träume